# Ardy Wiranata
Ardy Bernardus Wiranata (* 10. Februar 1970 in Jakarta) ist ein ehemaliger Badmintonspieler aus Indonesien.

## Karriere
Ardy Wiranata gewann bei Olympia 1992 Silber im Herreneinzel ebenso wie bei der Weltmeisterschaft 1989. 1991 und 1993 holte er sich noch einmal Bronze bei der WM. Bei den prestigeträchtigen All England siegte er 1991.

## Erfolge
| Saison | Veranstaltung     | Disziplin    | Platz | Name           |
| ------ | ----------------- | ------------ | ----- | -------------- |
| 1984   | German Juniors    | Herreneinzel | 1     | Ardy Wiranata  |
| 1989   | China Open        | Herreneinzel | 1     | Ardy Wiranata  |
| 1989   | Weltmeisterschaft | Herreneinzel | 2     | Ardy Wiranata  |
| 1990   | Australia Open    | Herreneinzel | 1     | Ardy Wiranata  |
| 1990   | Indonesia Open    | Herreneinzel | 1     | Ardy Wiranata  |
| 1991   | Indonesia Open    | Herreneinzel | 1     | Ardy Wiranata  |
| 1991   | Weltmeisterschaft | Herreneinzel | 3     | Ardy Wiranata  |
| 1991   | All England       | Herreneinzel | 1     | Ardy Wiranata  |
| 1991   | Swedish Open      | Herreneinzel | 1     | Ardy Wiranata  |
| 1991   | Japan Open        | Herreneinzel | 1     | Ardy Wiranata  |
| 1991   | Weltcup           | Herreneinzel | 1     | Ardy Wiranata  |
| 1992   | Indonesia Open    | Herreneinzel | 1     | Ardy Wiranata  |
| 1992   | Olympia           | Herreneinzel | 2     | Ardy Wiranata  |
| 1992   | Japan Open        | Herreneinzel | 1     | Ardy Wiranata  |
| 1993   | Hamburg Cup       | Herreneinzel | 1     | Ardy Wiranata  |
| 1993   | Malaysia Open     | Herreneinzel | 1     | Ardy Wiranata  |
| 1993   | China Open        | Herreneinzel | 2     | Ardy Wiranata  |
| 1993   | Weltmeisterschaft | Herreneinzel | 3     | Joko Suprianto |
| 1994   | Japan Open        | Herreneinzel | 1     | Ardy Wiranata  |
| 1994   | All England       | Herreneinzel | 2     | Ardy Wiranata  |
| 1994   | Singapur Open     | Herreneinzel | 1     | Ardy Wiranata  |
| 1994   | Indonesia Open    | Herreneinzel | 1     | Ardy Wiranata  |
| 1995   | Indonesia Open    | Herreneinzel | 1     | Ardy Wiranata  |
| 1996   | Swiss Open        | Herreneinzel | 3     | Ardy Wiranata  |
| 1997   | Indonesia Open    | Herreneinzel | 1     | Ardy Wiranata  |
| 1997   | Japan Open        | Herreneinzel | 3     | Ardy Wiranata  |
| 1997   | Swedish Open      | Herreneinzel | 1     | Ardy Wiranata  |
| 2000   | US Open           | Herreneinzel | 1     | Ardy Wiranata  |